# Nässjö köping
Nässjö köping var en kommun i Jönköpings län.

## Administrativ historik
Nässjö köping bildades 1890 genom en utbrytning ur Nässjö landskommun av det 12 augusti 1881 inrättade Nässjö municipalsamhälle. Köpingen ombildades 1914 till Nässjö stad.
Nässjö församling var både stadens och köpingens församling.